# Punt límit (pel·lícula)
 Punt límit  (Fail Safe) és una pel·lícula estatunidenca dirigida per Sidney Lumet, estrenada el 1964.

## Argument
Punt límit  és una pel·lícula de política ficció il·lustrant magistralment la guerra freda regnant entre els EUA i l'URSS a l'època. Les primeres imatges són les d'una cursa de braus espanyola on l'espectador distingeix un home fent un son: és un pilot del Strategic Air Command que efectua una espantosa missió. Aquesta missió és l'epíleg de la pel·lícula que és el joc despietat que lliuraran el President des Estats Units (encarnat per Henri Fonda) i el Primer Secretari Soviètic pel Telèfon Vermell, de fet la teleimpressora que els enllaçava entre ells, conversa traduïda per un intèrpret - interpretat per Larry Hagman, l'heroi “dolent” de la sèrie televisiva "Dallas". Aquest joc evitarà la destrucció del Món, però portarà al malson premonitori del pilot al començament de la pel·lícula.

## Repartiment
- Dan O'Herlihy: Brig. General Warren A. Black
- Walter Matthau: Professor Groeteschele
- Frank Overton: General Bogan
- Ed Binns: Coronel Jack Grady
- Fritz Weaver: Coronel Cascio
- Henry Fonda: el president
- Larry Hagman: Buck
- William Hansen: Secretari de Defensa Swenson
- Russell Hardie: General Stark
- Russell Collins: Gordon Knapp
- Sorrell Booke: Congressista Raskob

## Al voltant de la pel·lícula
El 2000, la cadena americana CBS va difondre el telefilm Punt límit, remake de la pel·lícula per Stephen Frears. Aquest telefilm va ser rodat en directe i retransmès de manera instantània a la televisió. S'hi troba, entre d'altres, a George Clooney, Don Cheadle, Harvey Keitel i Richard Dreyfuss.